# Toscanini (film)
Pour les articles homonymes, voir Toscanini.
Pour plus de détails, voir Fiche technique et Distribution.
Toscanini (Il giovane Toscanini) est un film italien réalisé par Franco Zeffirelli, sorti en 1988.

## Synopsis
1886. Le jeune Arturo Toscanini, violoncelliste de Parme, auditionne à la Scala de Milan. Mais le jury ne s'intéresse guère à son talent et le renvoie. Furieux, Toscanini est approché par un impresario témoin de l'altercation, Claudio Rossi, qui lui propose de venir au Brésil afin de participer à la première locale de l'opéra Aïda. Egalement pianiste de formation, Toscanini connaît déjà un immense répertoire et accompagne les chanteurs de la troupe au piano. Sur le bateau, après avoir pris froid lors d'une tempête, il fait la connaissance de Sœur Margherita, qui fait partie d'une mission de religieuses en partance pour l'Amérique latine.
Arrivés à Rio, les musiciens de la troupe se heurtent au manque de compétence de leur chef attitré, le Brésilien Leopoldo Miguez. Quant à Toscanini, il est chargé de convaincre Nadina Boulicioff, soprano et maîtresse de l'Empereur Dom Pedro II, de reprendre le rôle-titre d'Aïda, et qui lui avait fait une impression indélébile lors de sa venue à la Scala de nombreuses années auparavant. D'abord renvoyé brutalement de chez elle, il revient finalement à plusieurs reprises afin de la faire répéter. Ce qui donne lieu à quelques colères de Toscanini, exigeant le maximum de sa chanteuse. Entre-temps, il revoit Sœur Margherita dans l'un des quartiers pauvres de la ville, alors qu'une manifestation contre l'esclavage fait rage, avant d'être violemment réprimée par la police. Afin d'égayer un peu le cœur des enfants pauvres à l'hôpital géré par les sœurs, Toscanini sort son violoncelle et joue pour eux. C'est alors qu'il ressent un profond sentiment d'injustice, qui s'accroît lorsque l'hôpital des sœurs est fermé par décret impérial pour une soi-disant épidémie de diphtérie. Après une répétition chez Nadina Bulicioff en présence de l'Empereur, Toscanini rudoie le couple pour leur indifférence vis-à-vis de l'esclavage encore présent dans le pays.
Les répétitions allant de plus en plus mal, Miguez se met une fois de plus l'orchestre à dos le jour de la première et finit par se décommander. Le soir de la première, c'est Carlo Superti, chef du ballet, qui est désigné pour le remplacer. Mais à peine a-t-il commencé à diriger que le public le hue copieusement. Rossi, paniqué fait chercher Toscanini, introuvable. Il finit par arriver au théâtre, prend à peine le temps de changer de tenue, et entre sur scène. Le public, prêt à se déchaîner, est désarçonné par le calme du jeune chef qui, de surcroît, dirige de mémoire. La représentation ayant frôlé le désastre se voit sauvée par le jeune Toscanini qui reçoit tous les honneurs.

## Fiche technique
- Titre original : Il giovane Toscanini
- Titre français : Toscanini
- Réalisation et mise en scène : Franco Zeffirelli
- Scénario : William H. Stadiem sur une idée originale de Franco Zeffirelli et Ennio de Concini
- Décors : Andrea Crisanti, Enrico Fiorentini, Angelo Santucci
- Costumes : Tom Rand
- Décor et costumes pour "Aida" : Lila de Nobili
- Photographie : Daniele Nannuzzi
- Chef monteur : Jim Clark
- Monteur : Bryan Oates
- Musique : Roman Vlad, Giuseppe Verdi, Gioacchino Rossini, Richard Wagner.
- Production : Tarak Ben Ammar, Fulvio Lucisano
- Producteurs exécutifs : Carlo Lastricati (it), Mark Lombardo
- Producteur associé : Pippo Pisciotto
- Pays de production : Italie, France
- Format : Couleurs - 1,85:1 - Dolby
- Genre : biographie
- Durée : 109 minutes (version longue en trois parties pour la télévision : 157 minutes)
- Date de sortie : 1988

## Distribution
- C. Thomas Howell (VF: Eric Legrand): Arturo Toscanini
- Sophie Ward : Margherita
- Elizabeth Taylor : Nadina Bulichoff (doublure chantée par Aprile Millo)
- Philippe Noiret (VF: lui-même) : l'empereur Pedro II du Brésil
- John Rhys-Davies (VF: William Sabatier) : Claudio Rossi
- Nicolas Chagrin (VF: Philippe Dumat) : le maestro Miguez
- Leon Lissek : Superti
- Pat Heywood  (VF: Paule Emanuele) : la mère Allegri
- Carlo Bergonzi : Bertini
- Harriet Thorpe : Angela Pirelli
- Irma Capece Minutolo : Signora Mantelli
- Simon Gregor : Carlino
- Franco Nero : Claudio Toscanini, père d'Arturo
- Elsa Agalbato : Paola Toscanini, mère d'Arturo
- Valentina Cortese : (non créditée)

## Autour du film
Le film a été tourné dans trois pays différents, l'Italie, le Portugal et la Tunisie. La séquence d'ouverture du film a été filmée en intérieurs à la Scala de Milan. Les séquences se déroulant à l'Opéra de Rio de Janeiro ont été tournées en intérieur au Teatro Petruzzelli de Bari (Italie) et en extérieur au Teatro Nacional de São Carlos (Lisbonne). 
Le violoncelliste Anthony Cooke a assuré la doublure sonore de Toscanini au violoncelle. La bande originale du film a été essentiellement enregistrée par l'Orchestre et le Chœur du Teatro Petruzzelli de Bari dirigé par Roman Vlad et Eugene Kohn.
Parmi les rôles des chanteurs, Carlo Bergonzi (dans le rôle de Bertini) fut un ténor mondialement reconnu dans les années 1950-60, notamment dans le rôle de Radamès (de l'opéra Aïda de Giuseppe Verdi) qu'il chante justement dans le film. La doublure chantée d'Elizabeth Taylor a été assurée par la soprano Aprile Millo, connue pour ses interprétations des opéras de Verdi.
Certaines séquences du film furent également tournées en Tunisie, grâce à la collaboration du producteur tunisien Tarak Ben Ammar. C'est lui qui permit notamment à George Lucas et Steven Spielberg de trouver les décors naturels adéquats pour leurs films respectifs, la saga La Guerre des Etoiles (séquences de la Planète Tatooine) et pour Les Aventuriers de l'Arche Perdue (1981)